# Платан західний (втрачена)
Ботанічна пам’ятка природи місцевого значення «Платан західний (4)» (втрачена) була створена рішенням ОВК від 29.12.79 №764 та  від 02.10.1984 №493 (м.Одеса, Сквер Одеського державного академічного театру опери та балету).  
Рішенням Одеської обласної ради від 27 січня 2006 року  "Про скасування статусу та виключення зі складу природно-заповідного фонду області ботанічних пам’яток природи місцевого значення на території м.Одеси, що втратили природну цінність" об’єкт було скасовано. Під час  обстеження, проведеного  працівниками ОНУ, жодних слідів об’єкта не виявлено, і відомості про нього після 1986 року взагалі відсутні .